# Marcelo Grassmann
Marcelo Grassmann (23 de septiembre de 1925 - 21 de junio de 2013) fue un grabador y dibujante brasileño.
Inicialmente interesado en la escultura, Grassmann se convirtió en un grabador de madera en la década de 1940 y en la década de 1950 se hizo famoso como un grabador de metal y dibujante. Ha ganado varios primeros premios internacionales, como en el I Salon de Arte Moderno de Río de Janeiro (1953), la Tercera Bienal de São Paulo (1955), la XXXI Bienal de Venecia (1958) - Premio de Arte Sacro, Tercera Bienal de Artes gráficas - Florencia (1972).
Influenciado por el artista austríaco Alfred Kubin y los grabadores brasileños  Oswaldo Goeldi y Livio Abramo, pronto desarrolló su propio estilo de figuras oníricas como caballeros, doncellas, la muerte, caballos, cangrejos y otras criaturas fantásticas. También ha producido un gran número de dibujos. Las colecciones de sus obras se encuentran en las del MoMA de Nueva York, la Bibliothèque Nationale de París, el Museo de Bellas Artes de Dallas y la Pinacoteca del Estado de São Paulo.